# Lanstroper Ei
Das Lanstroper Ei ist ein Wasserturm mit stählernem K-Fachwerk und einem Stahl-Behälter, seit 1981 als Wasserturm ohne Füllung und außer Betrieb.
Dieser Turm steht weithin sichtbar auf einer Anhöhe südlich der Autobahn A 2 im Dortmunder Nordosten, nahe des Ortsteils Lanstrop. Der Spitzname leitet sich aus diesem Standort und der Form des Stahlbehälters her, obwohl der Turm genau genommen im Stadtteil Grevel steht und der Behälter auch im eigentlichen Sinne nicht eiförmig ist.
Das Lanstroper Ei befindet sich im Dortmunder Landschaftsschutzgebiet Lanstrop – Grevel – Kurl.

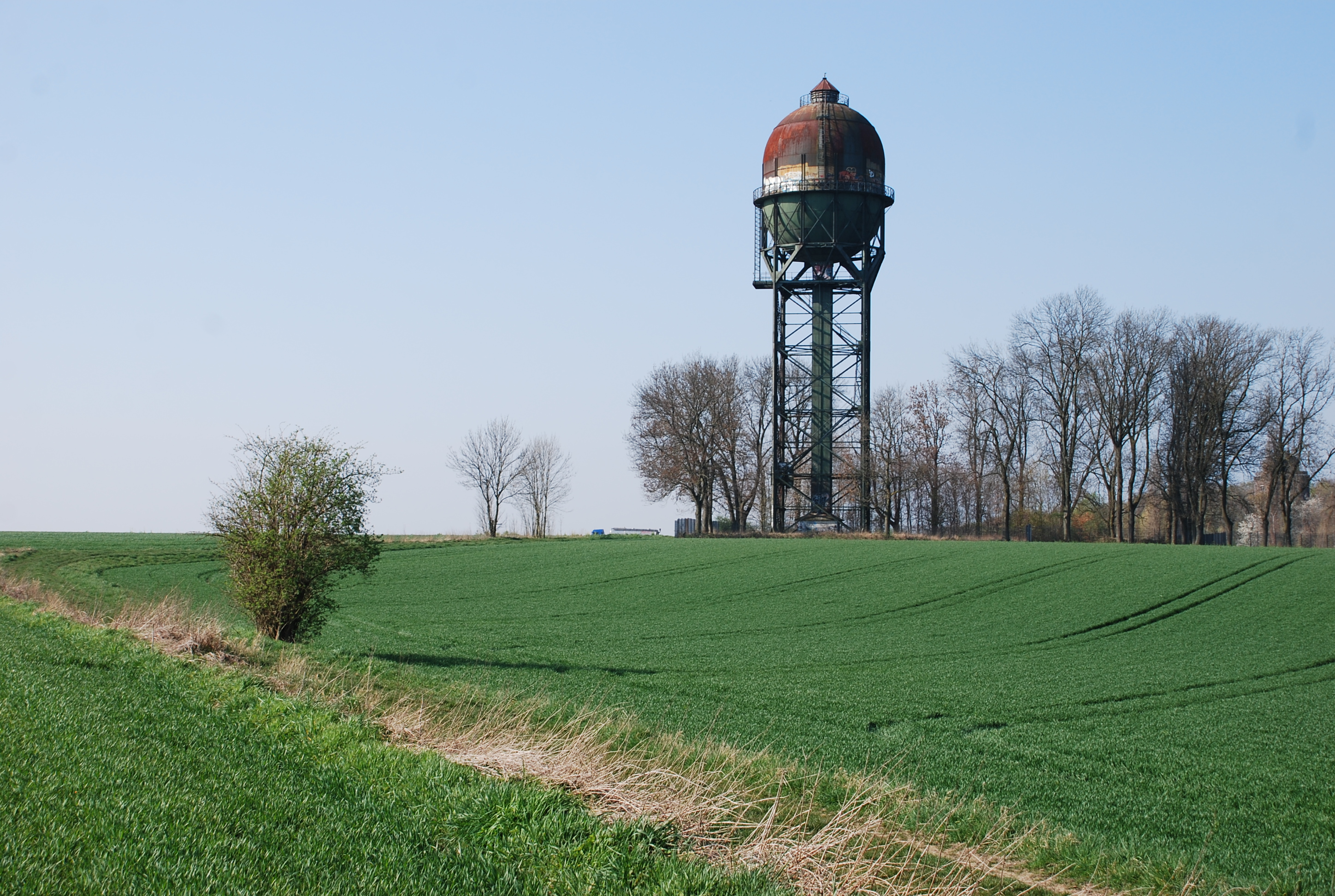
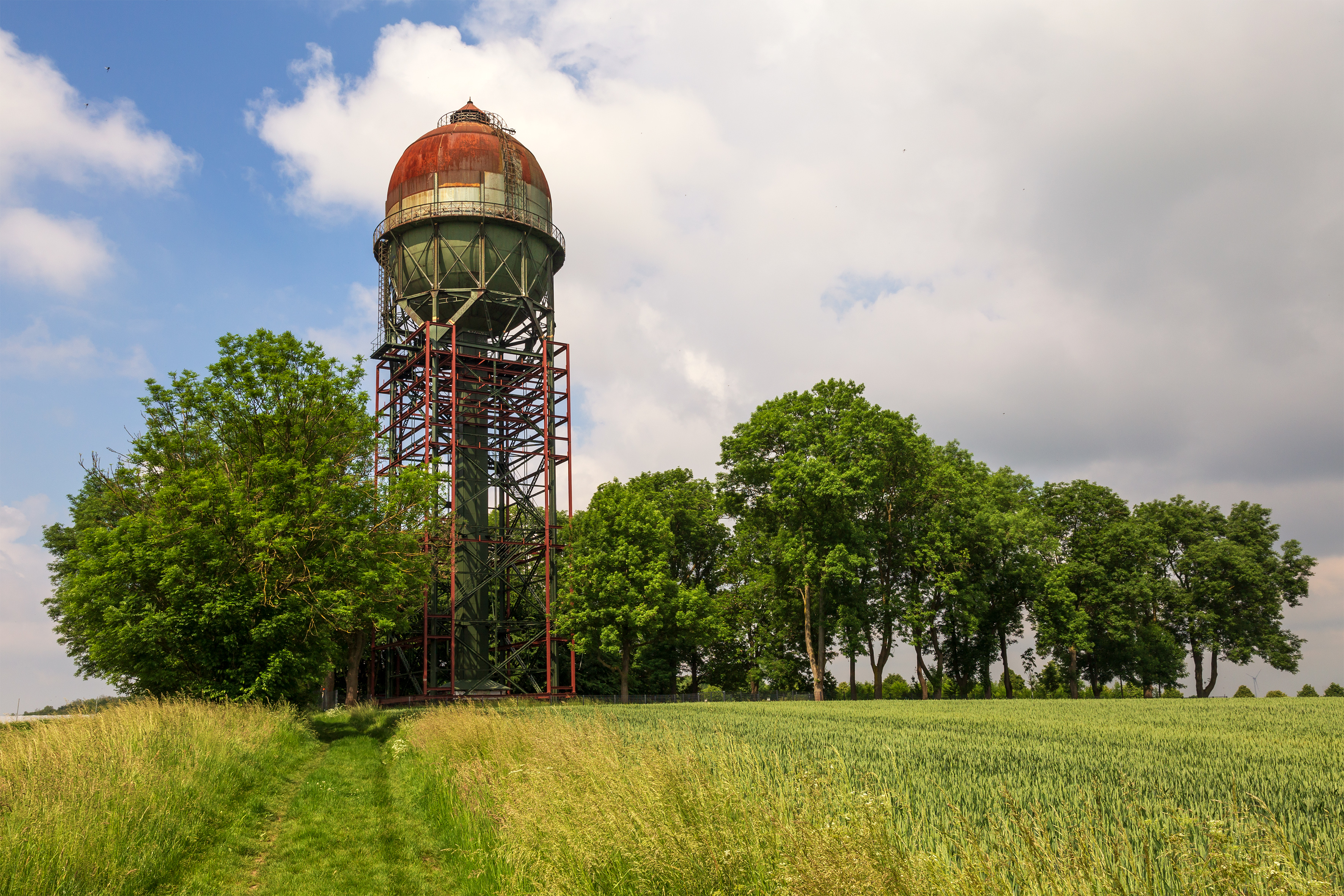
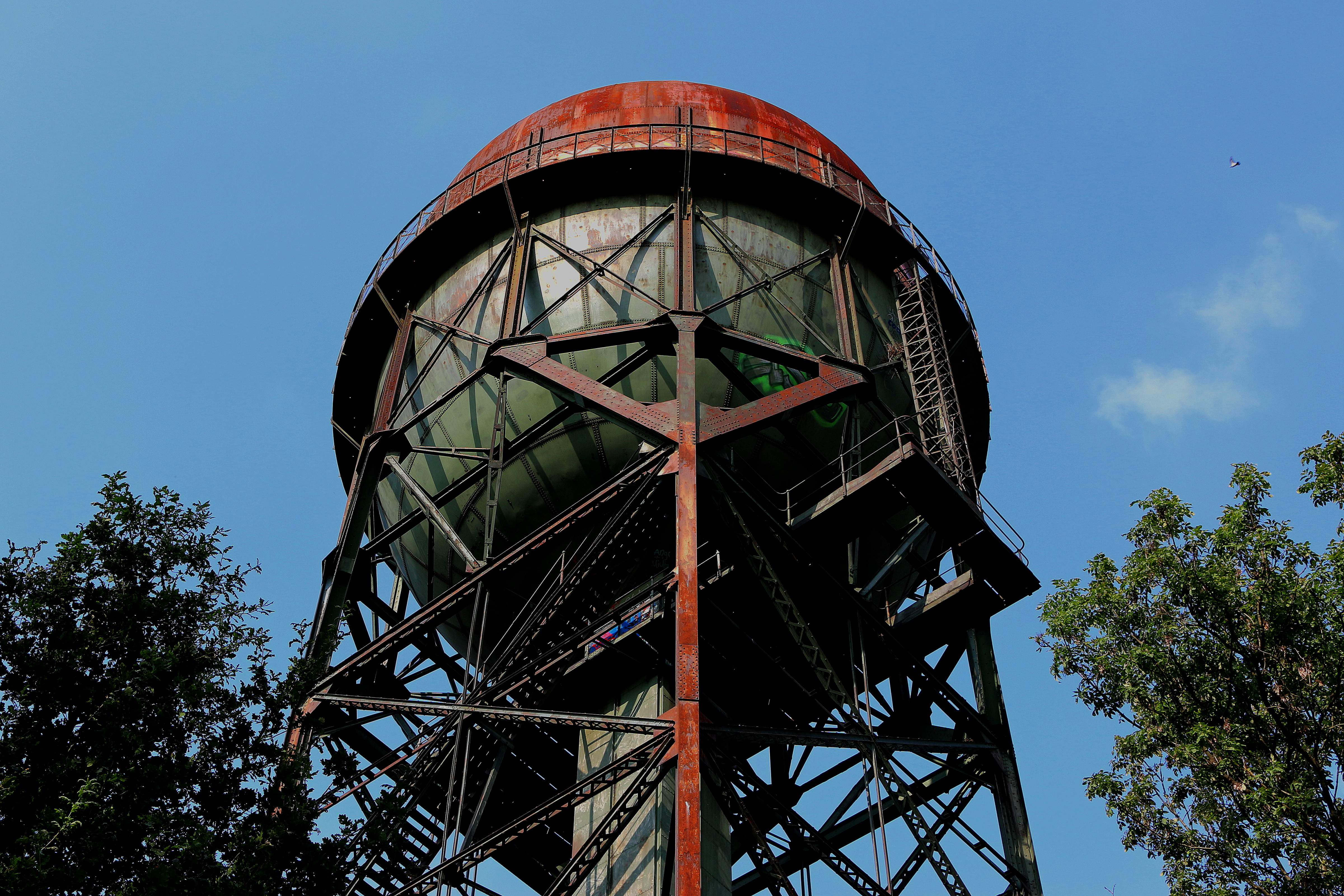

## Bauweise
Die Konstruktion des auf einem Gerüst stehenden Behälters mit den am Rand verstärkten Wänden wird nach seinem Konstrukteur, dem Bauingenieur Professor Georg Barkhausen von der Technischen Hochschule Hannover, auch Barkhausen-Behälter genannt. Dieser Wasserbehältertyp mit halbkugelförmigem Boden wurde bereits 1898 entwickelt und war vor allem nach der Jahrhundertwende weit verbreitet. Beim Lanstroper Ei wurde der Behälter durch ein aufgesetztes Zylindersegment verlängert und durch eine halbkugelförmige Abdeckung zur Kugel ergänzt.

## Geschichte
Die Dortmunder Stahlbaufirma Aug. Klönne baute den Wasserturm zwischen 1904 und 1905 im Auftrag der Gas- und Wasserwerke der Stadt Unna. Durch den hohen Wasserverbrauch der umliegenden Zechen Gneisenau, Preußen, Scharnhorst und Minister Achenbach konnte die Wasserversorgung ohne einen solchen Hochbehälter nicht mehr sichergestellt werden. Außerdem diente er der Wasserversorgung der Dortmunder Stadtteile Derne, Lanstrop, Mengede sowie des Lüner Stadtteils Brambauer.
Das Bauwerk ist 14 m breit, inklusive Gerüst 55,5 m hoch und wiegt 180 Tonnen. Sein Fassungsvermögen beträgt 2000 m³.
1981 wurde der Betrieb als Wasserturm eingestellt, seit 1985 ist der Turm als letzter verbliebener Barkhausen-Behälter im Ruhrgebiet als Baudenkmal in die Denkmalliste der Stadt Dortmund eingetragen. Schon 1965 hatten Bernd und Hilla Becher ihn als Zeugnis der Industriearchitektur fotografisch dokumentiert. Von verschiedenen Besitzern geplante Umbauten zu Wohn- oder Gewerbezwecken konnten nicht durchgeführt werden, sodass auch eine grundlegende Restaurierung des Gebäudes lange Zeit unterblieb. Seit 1997 bemüht sich ein Verein um die Erhaltung des Bauwerks. Vom Fuße des Lanstroper Eies hat man einen weiten Blick bis in das angrenzende Münsterland.
Das Lanstroper Ei ist auch Landmarke in verschiedenen Kriminalromanen, die mit Ruhrgebiets-Flair im Grafit-Verlag erschienen.

## Umbaupläne und Renovierung
2007 kaufte die Stadt Dortmund das Bauwerk. Nach Auskunft des Fördervereins Lanstroper Ei und des städtischen Liegenschaftsamtes vom 7. März 2012 liegen Umbaupläne vor, wonach das Lanstroper Ei zusätzlich zu den erforderlichen Sanierungsarbeiten noch einen Anbau in der Form des gespiegelten Wasserturms bekommen wird. Die Stadt Dortmund hat einen Kostenrahmen für beide Projektabschnitte erstellt. Danach müssen für die Sanierung rund 2,1 Mio. Euro veranschlagt werden, sowie 1,14 Mio. Euro für den Erweiterungsbau. Der ein- bis zweigeschossige Ergänzungsbau mit einer Nutzfläche von 240 m² soll für Gastronomie sowie Fortbildungs- und Kulturveranstaltungen genutzt werden.
Zwischen 2018 und August 2020 wurden Arbeiten am Gerüst des Turmes zur Erhaltung der Standsicherheit durchgeführt. Eine Sanierung des Wasserbehälters sowie der Bühnen und Leiteraufgänge sollte noch erfolgen. Ein zweiter Bauabschnitt wurde nach Erhöhung der Finanzierung durch die Stadt Dortmund 2024 begonnen, ohne dass die spätere Nutzung des Bauwerks klar war. Nach Angaben des Fördervereins dauerten die Sanierungsarbeiten 2025 an.